# Clench Loufilou
Clench Loufilou, né le 12 avril 1999, est un footballeur international gabonais qui évolue au poste de milieu de terrain.

## Biographie

### En club
Il commence sa carrière à l'AS Mangasport. En août 2019, il est mis à l'essai par l'AC Ajaccio. Il y signe un contrat d'un an le 2 septembre 2019.
Il est retenu pour la première fois dans le groupe professionnel le 18 octobre 2019 lors de la réception de l'AS Nancy-Lorraine. Il effectue sa première entrée en jeu lors d'un déplacement face à l'US Orléans qui se solde par une victoire 3-0.

### En sélection
Le 11 octobre 2017, il figure pour la première fois sur le banc des remplaçants de l'équipe nationale A, mais sans entrer en jeu, lors d'une rencontre face au Mali (0-0). Il effectue finalement ses débuts internationaux avec le Gabon le 10 octobre 2018, lors d'une victoire 3-0 face au Soudan du Sud, dans le cadre des qualifications pour la Coupe d'Afrique 2019. À cette occasion, il se met en évidence en délivrant une passe décisive.

## Palmarès
- Champion du Gabon en 2018 avec l'AS Mangasport
- Coupe du Gabon de football en 2019 avec l'AS Mangasport